# Каспий
ФК „Каспий“ (на казахски: Каспий футбол клубы) е футболен клуб от град Актау, Мангъстауска област, Казахстан. Играе във Висшата лига на Казахстан.

## История
Основан през 1962 година в СССР (Казахска ССР). През 1979 – 1980 играе във Втора лига в първенството на СССР. Прави дебют във Висшата лига на Казахстан през 1992 година където заема 15-о място. Има 9 сезона във Висшата казахстанска лига до 2023 година.
Домакинските си мачове играе на стадион „Жас Канат“ с капацитет 5000 зрители.

## Предишни имена
| Години      | Име                             |
| ----------- | ------------------------------- |
| 1962 – 1964 | „Строител“ (Шевченко) Строитель |
| 1965 – 1969 | „Труд“ (Шевченко)               |
| 1990 – 1992 | „Актау“ Ақтау                   |
| 1993 – 1998 | „Мунайшъ“ Мұнайшы               |
| 1999        | „Актау“ Ақтау                   |
| 2000 – 2001 | „Мангистау“ Маңғыстау           |
| 2002 –      | „Каспий“                        |

## Успехи
СССР
- Шампионат на Казахска ССР
  -  Шампион (1): 1978
- Купа на Казахска ССР
  -  Носител (3): 1964, 1977, 1978

 Казахстан
- Висша лига на Казахстан
  - 4-то място (1): 1996
- Купа на Казахстан:
  - 1/2 финал (2): 1994, 1996
- Първа лига
  -  Победител (1): 1994

## Български футболисти
- Станислав Иванов: 2012 - (9 мача - 1 гол)
- Веселин Стойков: 2012 - (17 мача - 4 гола)
- Милен Танев: 2012 - (17 мача - 3 гола)
- Мартин Теменлиев: 2012 - (10 мача - 0 гола)
- Павел Станев: 2012/15 - (64 мача - 0 гола)